# Stratton Carriage Body Company
Stratton Carriage Body Company war ein US-amerikanischer Hersteller von Fahrzeugen.

## Unternehmensgeschichte
Charles Henry Stratton gründete 1899 das Unternehmen in Muncie in Indiana. Als Vorgängerunternehmen gelten Charles H. Stratton von 1872 bis 1874 in Monroeton in Pennsylvania sowie die C. H. Stratton Carriage Company von 1875 bis 1892 in Salem in Ohio und von 1891 bis 1895 in Buffalo im US-Bundesstaat New York. Er stellte Kutschen her. Im Februar 1909 begann zusätzlich die Produktion von Automobilen. Der Markenname lautete Stratton. Im gleichen Jahr endete die Kraftfahrzeugproduktion.
1913 wurde das Unternehmen aufgelöst, nachdem Stratton starb.

## Kraftfahrzeuge
Im Angebot standen Highwheeler. Sie hatten einen Zweizylindermotor, der vorne unter einer Motorhaube montiert war. Er leistete 14 PS. Er trieb über ein Zweigang-Planetengetriebe und zwei Ketten die Hinterachse an. Das Fahrgestell hatte 229 cm Radstand. Die Reifengröße betrug vorne 36 Zoll und hinten 38 Zoll. Gelenkt wurde mit einem Lenkrad.